# ОШ „Kизур Иштван” Суботица
ОШ “Kизур Иштван” у Суботици је државна образовна установа, која је почела са радом 1959. године, под данашњим именом. Иштван Кизур је био металски радник, вођа синдикалног радничког покрета и револуционар.
Школа је настала издвајањем по осам одељења из школа „Јован Јовановић Змај” и „Дожа Ђерђ”, у народу познатије као Хомок школа. Осам одељења и један део школе функционисали су у згради поред јеврејске цркве, која је касније срушена, док је други део био у суседству. 
У лето 1961. године завршена је изградња школске зграде на месту где се и данас налази. Објекат је свечано отворен и започео са радом исте јесени. Фискултурна сала је дограђена десет година касније, док је школска зграда добила ново крило 1990. године, у коме се данас налазе учионице за ђаке од првог до четвртог разреда, информатички кабинет, продужени боравак, те канцеларије директора и стручне службе.
Школа се активно укључује у организацију манифестације „Ноћ истраживача“, те осталих ваннаставних активности као што су Чувари природе, сваког месеца у Зоолошком врту на Палићу, Клуб „Месечина” (дружење суботичких основаца петком увече у школској згради, под надзором одраслих), Клуб креативних кизуроваца (сваког петка тачно у подне учесници израђују разне сувенире са логом школе), Школа пливања (викендом, бесплатна за прваке)...